# كلال (المخادر)

تعديل مصدري - تعديل

كلال هي إحدى قرى عزلة ذاري عثمان بمديرية المخادر التابعة لمحافظة إب، بلغ تعداد سكانها 311 نسمة حسب تعداد اليمن لعام 2004.